# Єронім Фармаковський
Єпископ Єронім (Ієронім) (у миру Іван Степанович Фармаковський або Формаковський, при народженні мав прізвище Полєтаєв; 1732, село Манаково, Казанська губернія — 3 (14) серпня 1783, Владимир) — єпископ Російської православної церкви, єпископ Володимирський і Муромський, ректор Казанської семінарії.

## Життєпис
Народився 1732 або 1735 в селі Манаково Симбірського повіту Симбірської губернії (нині Великоігнатовський район, Мордовія) в сім'ї дяка Стефана Якимовича Полєтаєва.
У 1747 вступив в Казанську духовну семінарію, де і отримав своє прізвище. У 1754 після закінчення семінарії став учителем у ній і впродовж 11 років працював на цій посаді. Згодом був професором і ректором.
У 1762 в Спасо-Преображенському монастирі був пострижений в чернецтво з ім'ям Ієромні, потім єпископом Казанським і Свиязьким Гавриїлом (Кременецьким) висвячений на священика. Зарахований до братії Феодорівського монастиря міста Казані, залишаючись викладачем семінарії.
8 квітня 1765 призначений префектом семінарії, одночасно зведений в сан ігумена і призначений настоятелем казанського Введенського Кізіцького монастиря.
22 січня 1766 возведений у сан архімандрита, призначений ректором Казанської духовної семінарії та настоятелем Преображенського монастиря в Казанському кремлі.
1 червня 1767 став настоятелем Свиязького Успенського монастиря і був звільнений від ректорства в семінарії.
25 грудня 1770 хіротонізований на єпископа Володимирського і Муромського. Піклувався про освіту духовенства.
За його правління був здійснений внутрішній ремонт Успенського кафедрального собору у Володимирі, з облаштуванням нового іконостасу в стилі бароко. 15 серпня 1778 освятив Успенський собор Саровської пустині.
Був добрим проповідником епохи Катерини II. З проповідей його надруковано лише п'ять, зокрема дві на відкриття Володимирського намісництва. Кілька його листів надруковані в «Описі Саровської пустині».
Помер 3 серпня 1783. Похований у Владимирському кафедральному соборі.

## Твори
- Слово, сказанное в Муроме, при открытии Владимирского наместничества. — М., 1778, 1779, 1786.
- Слово при освящении вновь построенного храма в Саровской пустыни. — М., 1778,1779,1786.
- Несколько писем в Саровскую пустынь // Авель, иеромонах. Общежительная Саровская пустынь и достопамятные иноки, в ней подвизавшиеся. — М., 1853.